# Johannes Lüthard
Johannes Lüthard, auch Hans Sündli, (* um 1490 in Luzern; † 8. Juli 1542 in Basel) war als Franziskanerbruder einer der ersten Verfechter der Reformation in Basel.

## Leben
Johannes Lüthard wurde um 1490 als Sohn des Ratsherrn Niklaus Sündli (genannt Lüthert oder Lüthard) „Im Zöpfli“ in Luzern geboren. Nach einer theologischen Grundausbildung im Franziskanerkloster Luzern, trat er ins Barfüsserkloster von Basel ein, wo Konrad Pelikan als Lesemeister und Guardian wirkte. Seit 1519 trat Lüthard in Basel als evangelisch gesinnter Prediger auf. Im Jahr 1523 visitierte der Franziskanerprovinzial Caspar Schatzger Basel und beschuldigte Lüthard und Pellikan als „Lutheraner“. Der Rat von Basel stellte sich schützend hinter sie und verhinderte deren Versetzung. Als Anfang 1526 Pellikan den Ruf nach Zürich bekam, beklagte sich Lüthard in einem Brief an Zwingli bitter über den Verlust seines Freundes und Mitkämpfers. An der Badener Disputation nahm er als Mitglied der Basler Delegation teil. Trotz Zusage des freien Geleits verweigerte er hier jegliche Aussage zu seiner Glaubenshaltung.
Spätestens 1528 legte er sein Ordensgewand ab und heiratete im Oktober 1528 Elspetha, mit der er zwei Kinder hatte. Nachdem sich in Basel 1529 die Reformation endgültig durchgesetzt hatte, übernahm er neben seiner Funktion als Prediger an der Barfüsserkirche auch das Predigeramt am Spital; zusätzlich wurde er zum Feldprediger ernannt. Im Annäherungsversuch des Basler Antistes Oswald Myconius an das Luthertum stand er auf dessen Seite, genauso wie im Basler Schulstreit.
Im bereits fortgeschrittenen Alter schrieb sich Lüthard 1539 an der Universität Basel zum Studium ein.
Lüthard verstarb am 8. Juli 1542 in Basel. Seine zwei Söhne Israel und Christophorus hatte er schon früher, vermutlich nach dem Tod seiner Frau, in fremde Obhut gegeben. Einer seiner Nachkommen war der Berner Theologe und Hochschullehrer Christoph Lüthardt.